# قاعدة بلبيس الجوية
قاعدة بلبيس الجوية أو مطار بلبيس الجوي الحربي ومقر الكلية الجوية المصرية في بلبيس وهي تقع في محافظة الشرقية إحدى محافظات شرق الدلتا بمصر، وبلبيس من أقدم المدن في مصر وقد مر بها عمرو بن العاص في الفتح الإسلامي العربي لمصر وتبعد مسافة 50كم من القاهرة، وتم الانتقال إلى هذا المقر في عام 1950 م وقد خرجت الكلية الجوية العديد من قادة مصر في القوات المسلحة وكان لها ولمعلميها وخريجها دوراً كبيراً في حرب رمضان أكتوبر 1973
ومن أبرز القادة والخريجين من الكلية الجوية في بلبيس الرئيس محمد حسني مبارك رئيس مصر السابق وقائد القوات الجوية في حرب رمضان أكتوبر 1973.